# Totò lascia o raddoppia?
Totò lascia o raddoppia? è un film italiano del 1956 diretto da Camillo Mastrocinque.
Fu prodotto sulla scia del successo di Lascia o raddoppia?, primo quiz della storia della televisione italiana presentato da Mike Bongiorno con Edy Campagnoli; i protagonisti del film erano Totò e lo stesso Mike.

## Trama
Il duca Gagliardo della Forcoletta dei Prati di Castel Rotondo è un nobile decaduto che vive in albergo e frequenta l'ippodromo. Qui, affiancato dal fedele maggiordomo Camillo, sbarca il lunario vendendo informazioni su presunti cavalli vincenti a inesperti scommettitori, tra i quali il notaio Baracca, il quale gli rivela di essere alla ricerca da diverso tempo a causa di una paternità illegittima. Il duca così scopre di essere padre di una ragazza, Elsa, nata da una sua relazione giovanile. Senza svelare la sua vera identità, va al bar Aurora dove Elsa lavora, venendo a sapere che il suo proprietario, il signor Anastasio, si è visto costretto a venderlo non essendo più in grado di gestirlo. Un suo dipendente, Bruno, fidanzato di Elsa, ha deciso di partecipare al quiz televisivo Lascia o raddoppia? per procurarsi il denaro necessario, ma cade sulla domanda da 640 000 lire. A questo punto il duca, puntando sulla sua preparazione ippica, decide di presentarsi al quiz per vincere il premio di 5 120 000 lire e, con quella somma, acquistare il bar Aurora salvando così il lavoro di sua figlia.
Il duca, grazie ai suoi modi pittoreschi e alla sua sconfinata conoscenza del mondo equestre, acquisisce un'enorme fama e riesce ad andare avanti nel gioco, raddoppiando di puntata in puntata il montepremi. I suoi successi tuttavia sollecitano le mire di Nick Molise, un gangster rimpatriato in Italia come indesiderabile soggetto da Chicago e divenuto quindi proprietario di una catena di macellerie, e del suo rivale Joe Taccola, gestore di un night club. Giocandosi pellicce da regalare alle loro rispettive fidanzate, i due decidono di scommettere sul duca: Nick sulla possibilità che lasci, Joe che raddoppi. Nonostante il primo mandi in avanscoperta la sua donna nel tentativo di sedurlo convincendolo così a lasciare, il duca riesce a divincolarsi dal tranello, partecipa alla trasmissione e risponde correttamente alla penultima domanda da 2 560 000 lire. Persa la scommessa, Nick ne rilancia un'altra: tutte le sue macellerie contro il locale di Joe che insiste nel puntare sul raddoppio del nobile. Stavolta è Joe a usare come esca Hélène, la sua fidanzata, per portarlo da lui, così da poterlo persuadere a raddoppiare dietro lauto compenso e minacciarlo di gravi conseguenze in caso di mancato raddoppio. Subito all'uscita dal night club, tuttavia, il duca trova ad attenderlo Nick, che gli promette guai seri qualora decidesse di non lasciare. Su consiglio della stessa Hélène, pentita di essersi prestata al gioco, il duca decide allora di scomparire facendo perdere le sue tracce.
La sera in cui potrebbe vincere l'intero montepremi, il duca viene accompagnato agli studi televisivi dalla scorta di Joe, che lo minaccia di morte. Prima di congedarsi consegna a Elsa la prova della sua paternità. Una volta in studio, il duca vede Nick portato via dalla polizia insieme al suo compare Tom: credendosi salvo, si rassicura e si convince a raddoppiare, mentre in realtà Molise viene solo redarguito dagli agenti. Fingendosi esperto di ippica, il malvivente riesce a entrare in cabina, come previsto dal regolamento per l'ultima puntata, puntandogli contro una pistola di nascosto. Sfinito dal patema d'animo per la sua sorte ormai segnata, il duca, all'ultima delle tre domande finali rivoltegli da Mike Bongiorno ("Quale cavallo vinse il Gran Premio di Buenos Aires del 1929?") dice «Rinuncio», azzeccando fortuitamente la risposta esatta del nome del cavallo e dichiarando pubblicamente al notaio della trasmissione di voler devolvere l'intero montepremi alla figlia. Dietro le quinte, grazie anche all'aiuto di Bruno e di Hélène, il duca riesce a neutralizzare Nick, potendo così finalmente ricongiungersi con Elsa.